# Chiesa dei Santi Bartolomeo e Martino (Casalpusterlengo)
La chiesa dei Santi Bartolomeo e Martino è la parrocchiale di Casalpusterlengo, in provincia e diocesi di Lodi; fa parte del vicariato di Casalpusterlengo.

## Storia
Nel Cinquecento l'antica pieve di San Martino fu soppressa e la dignità di prepositurale passò contestualmente alla chiesa di San Bartolomeo, che assunse quindi il doppio titolo di San Bartolomeo e San Martino.
All'inizio del XVII secolo la chiesa fu ricostruita; ne risultò un edificio di forme barocche che si componeva di un'unica navata su cui s'affacciavano sei cappelle laterali.
Dalla Descriptio del 1619 s'apprende che a servizio della cura d'anime v'erano un arciprete e due canonici, che la parrocchiale, avente come filiali alcune cappelle e i due oratori di Sant'Antonio dei Disciplini e di San Rocco, era sede delle confraternite del Santissimo Sacramento, della Dottrina Cristiana e del Rosario e che i fedeli ammontavano a 2022; in quel periodo il vicariato casalpusterlenghese risultava comprendere, oltre alla capopieve, anche le parrocchie di Castiglione d'Adda, Vittadone, Cascine Passerini, Bertonico, Zorlesco, Camairago, San Martino Pizzolano e Senna Lodigiana.
Il 1º maggio 1709 la chiesa venne consacrata dal vescovo Ortensio Visconti e nel 1779 il numero dei fedeli era pari a 4104; in un documento diocesano del 1786 si legge che nel vicariato erano inserite, oltre a quella di Casalpusterlengo, anche le parrocchie di Senna Lodigiana, San Martino Pizzolano, Somaglia, Vittadone e Zorlesco.
Nel XIX secolo, grazie all'interessamento di don Ludovico Venturini, la chiesa fu interessata da un intervento di rifacimento ed ampliamento su progetto di Carlo Vizioli; nel Novecento il vicariato s'ingrandì, tanto che nel 1989 risultava comprendere, oltre alla parrocchia prepositurale di Casalpusterlengo, quelle di Maria Madre del Salvatore nella medesima località, Bertonico, Brembio, Castiglione d’Adda, Guzzafame, Livraga, Melegnanello, Mirabello, Orio Litta, Ospedaletto Lodigiano, San Martino Pizzolano, Secugnago, Senna Lodigiana, Somaglia, Terranova Passerini, Turano Lodigiano, Vittadone e Zorlesco.

## Descrizione

### Esterno
La facciata a salienti della chiesa, rivolta a sudovest, è suddivisa da una cornice marcapiano in due ordini, entrambi scanditi da lesene; quello inferiore presenta al centro il portale maggiore lunettato e ai lati i due ingressi secondari, mentre quello superiore è caratterizzato da tre finestre e coronato dal timpano di forma triangolare.  Annesso alla parrocchiale è il campanile a pianta quadrata, la cui cella presenta su ogni lato una monofora ed è coronata da una lanterna a base ottagonale.

### Interno
L'interno dell'edificio si compone di un'unica navata, sulla quale si affacciano tre cappelle per lato e le cui pareti sono scandite da lesene sorreggenti il cornicione sopra cui s'imposta la volta a botte; al termine dell'aula si sviluppa il presbiterio, leggermente rialzato, coperto dalla cupola e chiuso dall'abside di forma semicircolare.